# Yu-Gi-Oh! GX Tag Force
Yu-Gi-Oh! GX Tag Force, conocido en Japón como 'Yu-Gi-Oh! Duel Monsters GX Tag Force (遊☆戯☆王デュエルモンスターズGX タッグフォース?) es la primera Yu-Gi-Oh! entrega en el sistema PlayStation Portable por la compañía desarrolladora Konami, lanzado el 14 de septiembre de 2006 en Japón, y el 14 de noviembre de 2006 en los Estados Unidos. Más tarde, fue lanzada una secuela llamada Yu-Gi-Oh! GX Tag Force 2. El juego fue convertido a la PlayStation 2, llamada Yu-Gi-Oh! GX: The Beginning of Destiny.
El personaje del jugador aparece en una escuela conocida como La Academia de Duelos, y debe luchar en el camino para escalar los primeros puestos. Cuatro jugadores pueden enfrentarse entre sí al mismo tiempo a través de conexiones inalámbricas, lo que lleva a las competiciones en equipos grandes. Muchas cartas nuevas se han añadido a esta nueva versión de Yu-Gi-Oh Videojuego que se presentó en el Anime, lo que lleva a una selección mayor en general. Una animación especifica aparecerá una vez que el jugador selecciona y utiliza determinada Carta.